# جاكوب جي. فرنسيس
جاكوب جي. فرنسيس (بالإنجليزية: Jacob G. Francis)‏ هو مؤرخ ومصور أمريكي، ولد في 13 يناير 1870 في Oaks, Pennsylvania ‏ في الولايات المتحدة، وتوفي في 27 أغسطس 1958 في لبنان في الولايات المتحدة.